# El camino largo a Tijuana
El camino largo a Tijuana es una película mexicana, fue la primera película dirigida por Luis Estrada en 1989. Fue producida por Luis Estrada, Emmanuel Lubezki y Alfonso Cuarón. Está protagonizada por Pedro Armendáriz Jr., Ofelia Medina, Carmen Salinas y Daniel Giménez Cacho.

## Sinopsis
La película relata la historia de Juan, un hombre de 40 años que vive y vende autopartes en un tiradero de coches. Juan se relaciona con Lila, una joven drogadicta quien es perseguida por un par de distribuidores de drogas quienes quieren secuestrarla para cobrar recompensa. Juan la libera y elimina a los distribuidores para después poderla desintoxicar y emprender el largo viaje a Tijuana.

## Reparto
- Pedro Armendáriz, Jr. - Juan
- Ofelia Medina - Rita
- Carmen Salinas - nana
- Alfonso Cuarón - Chino
- Daniel Jiménez Cacho - Tubo
- Jaime Keller - Gas
- José Carlos Rodríguez - Fogonero
- Julián Pastor - Dealer
- Patricia Pereyra - Lila
- Abel Woolrich

## Producción
Esta película fue producida por el Instituto Mexicano de Cinematografía (IMCINE).

## Crítica
Recibió amplia crítica, desde indignación por la temática hasta ser criticada por el estilo y temas manejados en las películas de Estados Unidos.